# Carla Bodendorf
Carla Bodendorf (Eilsleben, 1953. augusztus 13. –) olimpiai bajnok német atléta.

## Pályafutása
Két versenyszámban is részt vett az 1976-os montreali olimpiai játékokon. Bärbel Wöckel, Renate Stecher és Marlies Göhr társaként aranyérmet nyert a négyszer száz méteres váltóversenyen. Rajthoz állt a 200 méteres síkfutás döntőjében is, ahol végül negyedik lett.
Két évvel a montreali olimpiát követően az Európa-bajnokságon is sikeres volt. Bronzérmes volt mind a négyszer százas váltóversenyen, mind kétszáz méteren.

## Egyéni legjobbjai
- 100 méteres síkfutás - 11,22 s (1976)
- 200 méteres síkfutás - 22,64 s (1976)